# Snowths
De Snowths zijn twee donzige roze Muppet-wezens met hoorntjes en ronde, gele lippen die het achtergrondkoortje vormden in de Muppet-versie van "Mah Na Mah Na", die voorkwam in onder andere The Ed Sullivan Show en The Muppet Show.
De Snowths werden beide tegelijkertijd gespeeld door Frank Oz, die één pop manipuleerde per arm. Een gevolg hiervan was dat Oz geen vrije hand over had om hun armpjes door middel van stokjes te bewegen dan wel stil te houden en de armpjes daardoor ongecontroleerd heen en weer zwaaiden. De enige keer dat er gebruik werd gemaakt van armstokjes was tijdens de toneelvoorstelling The Muppet Show Live, waar ze werden gespeeld door twee poppenspelers. Een van de Snowths legde zijn hand op zijn mond op het moment dat hun zangpartner Mahna Mahna buiten zinnen raakte.
In tegenstelling tot hun zangpartner kwamen de Snowths naast hun uitvoering van "Mah Na Mah Na" in de eerste aflevering relatief weinig voor in The Muppet Show. Op aflevering 3.17 met Spike Milligan en 5.24 met Roger Moore na traden ze altijd op als paar.
In de jaren 90 brachten ze het nummer ten tonele in de televisieserie Muppets Tonight, in een parodie op de originele sketch. Ditmaal werd het personage Mahna Mahna vervangen door Sandra Bullock. De Snowths voerden "Mah Na Mah Na" ook op met Kermit de Kikker in The Jerry Lewis MDA Labor Day Telethon in 2002, ditmaal gespeeld door Julianne Buescher.
Hun recentelijkste optreden was als achtergrondkoor terwijl Miley Cyrus haar lied "G.N.O. (Girls' Night Out)" ten gehore bracht in het programma Studio DC: Almost Live!

## Naam
Volgens het boek Jim Henson's Designs and Doodles heetten de personages in eerste instantie Snouths, een combinatie van de woorden snout (snuit) en mouth (mond). Tegen de tijd dat ze voorkwamen in The Muppet Show was de spelling inmiddels veranderd in Snowths.